# 梅澤夫
梅澤夫是斯洛伐克的城鎮，位於該國東南部，由科希策州負責管轄，距離首府科希策36公里，面積31.88平方公里，海拔高度313米，2005年人口3,776，人口密度每平方公里118人。

## 地理

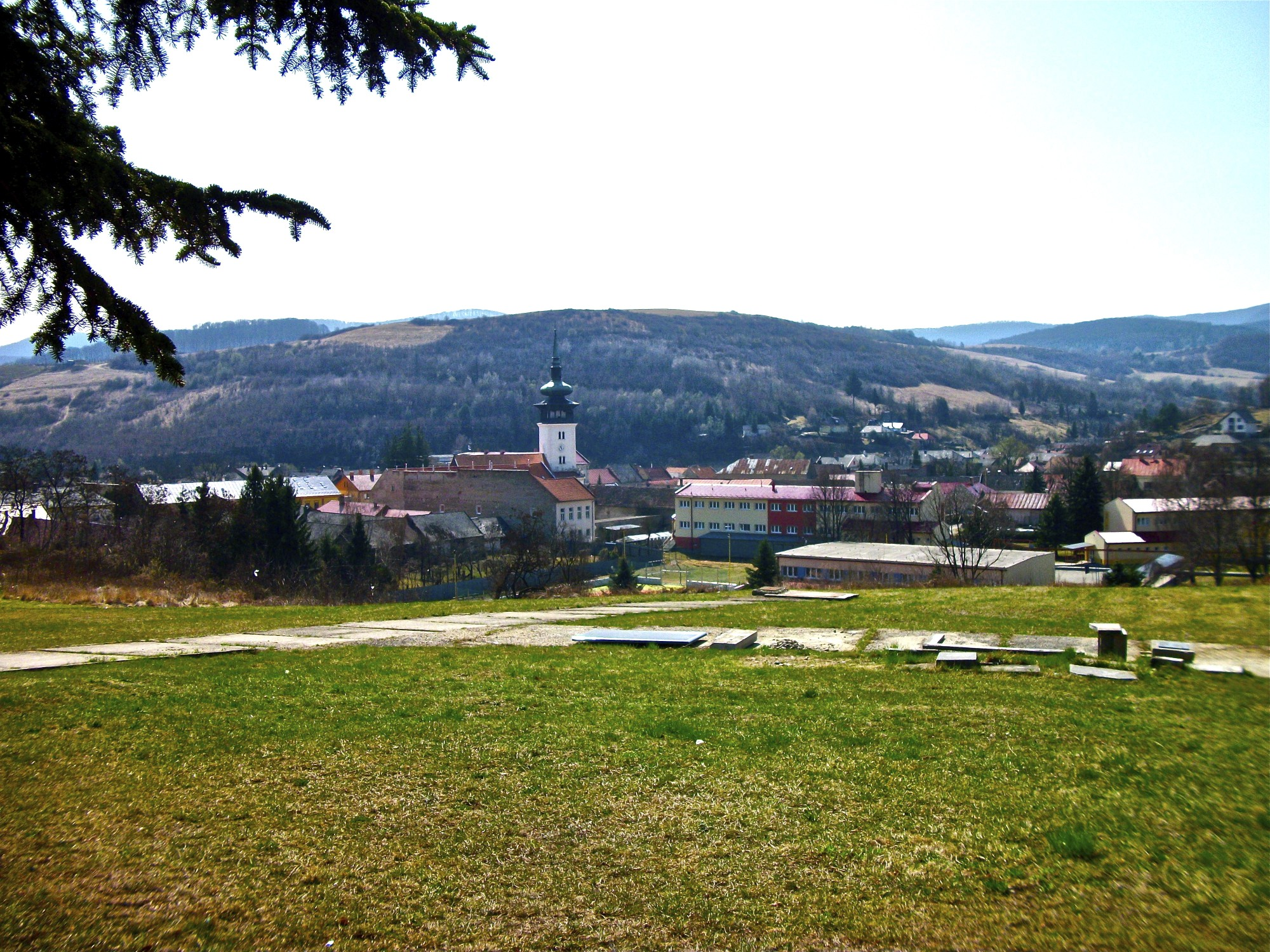
梅澤夫

梅澤夫海拔313米，面積31.861平方公里，位於Slovak Karst和沃沃維茨山的山腳，距離科希策約35公里。

## 人口
根據2001年人口普查，梅澤夫人口為3667。斯洛伐克人佔75.43%，德意志人佔13.55%，斯洛伐克羅姆人佔6.65%，匈牙利人佔1.55%，捷克人佔0.44%。 宗教方面，羅馬天主教佔77.58%，無信仰佔12.95%，希臘天主教佔2.18%，信義宗佔0.79%。
根據2011年人口普查，梅澤夫人口為4261。

## 姊妹城市
- 捷克霍利采
- 匈牙利拉特考

## 外部連結
- Official website （页面存档备份，存于）
- Medzev/Metzenseifen Website
- Karpatendeustscher Verein / Carpathian German Club （页面存档备份，存于）